# Vidre d'urani

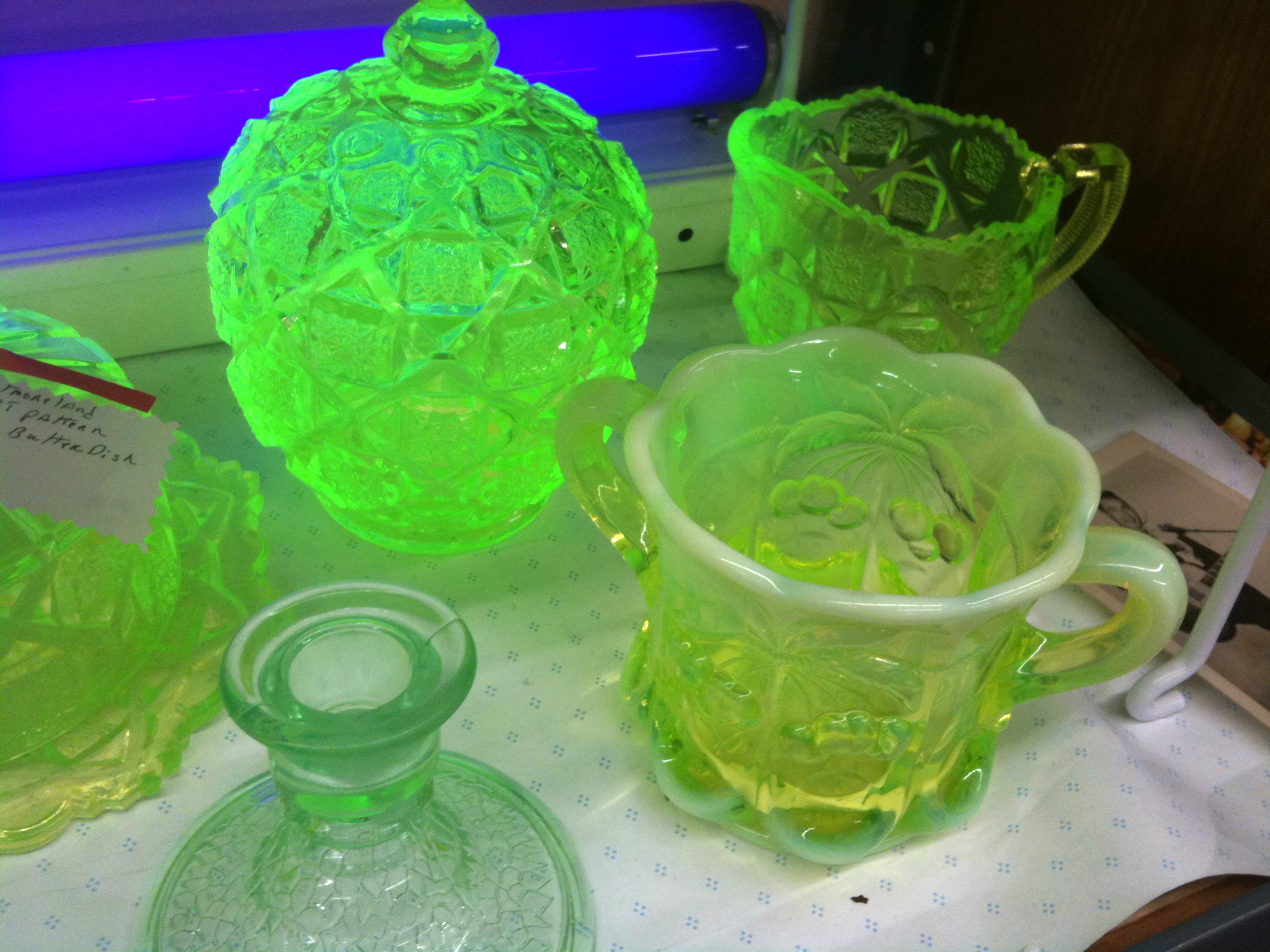
Una col·lecció de peces de vidre d'urani sota la llum ultraviolada.

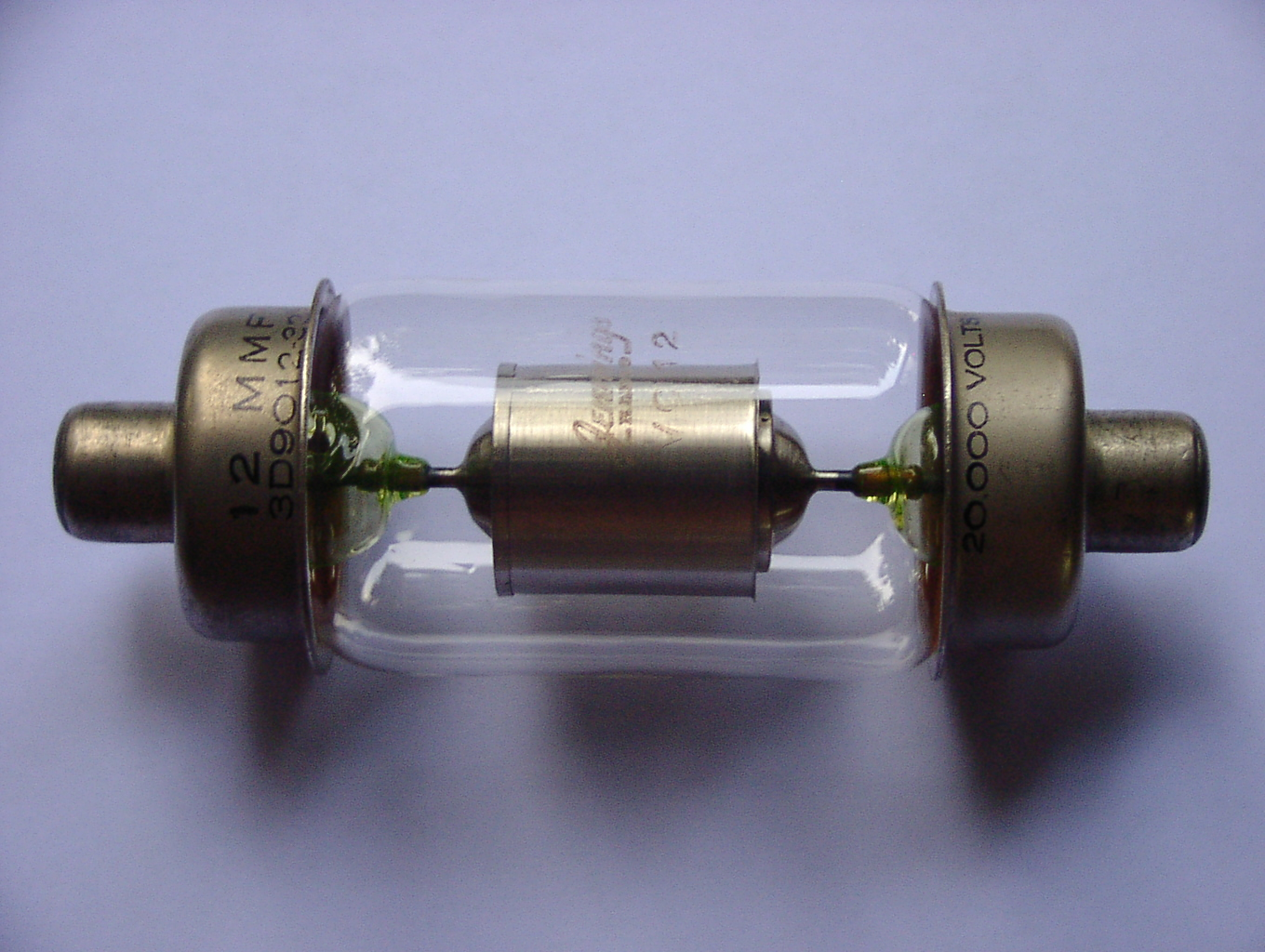
Vidre d'urani usat en un condensador elèctric

El vidre d'urani, és un vidre que conté urani, normalment en la forma d'òxid diuranat afegit a la mescla de vidre abans de la seva fusió per tal d'acolorir-lo. La proporció pot variar des de nivells de traça a un 2% en pes d'urani, malgrat que algunes peces fabricades en el segle XX poden contenir fins a un 25% d'urani.

## Aspecte
El color normal que dona l'urani al vidre va del groc al verd, depenent de l'estat d'oxidació i la concentració dels ions metàl·lics, encara que el color pot quedar alterat per l'afegit d'altres elements colorants. El vidre d'urani presenta també fluorescència sota la llum ultraviolada i se'n pot registrar la radiació amb un comptador Geiger, malgrat això, la majoria de peces de vidre d'urani es consideren inofensives donat que presenten molt poca radioactivitat.

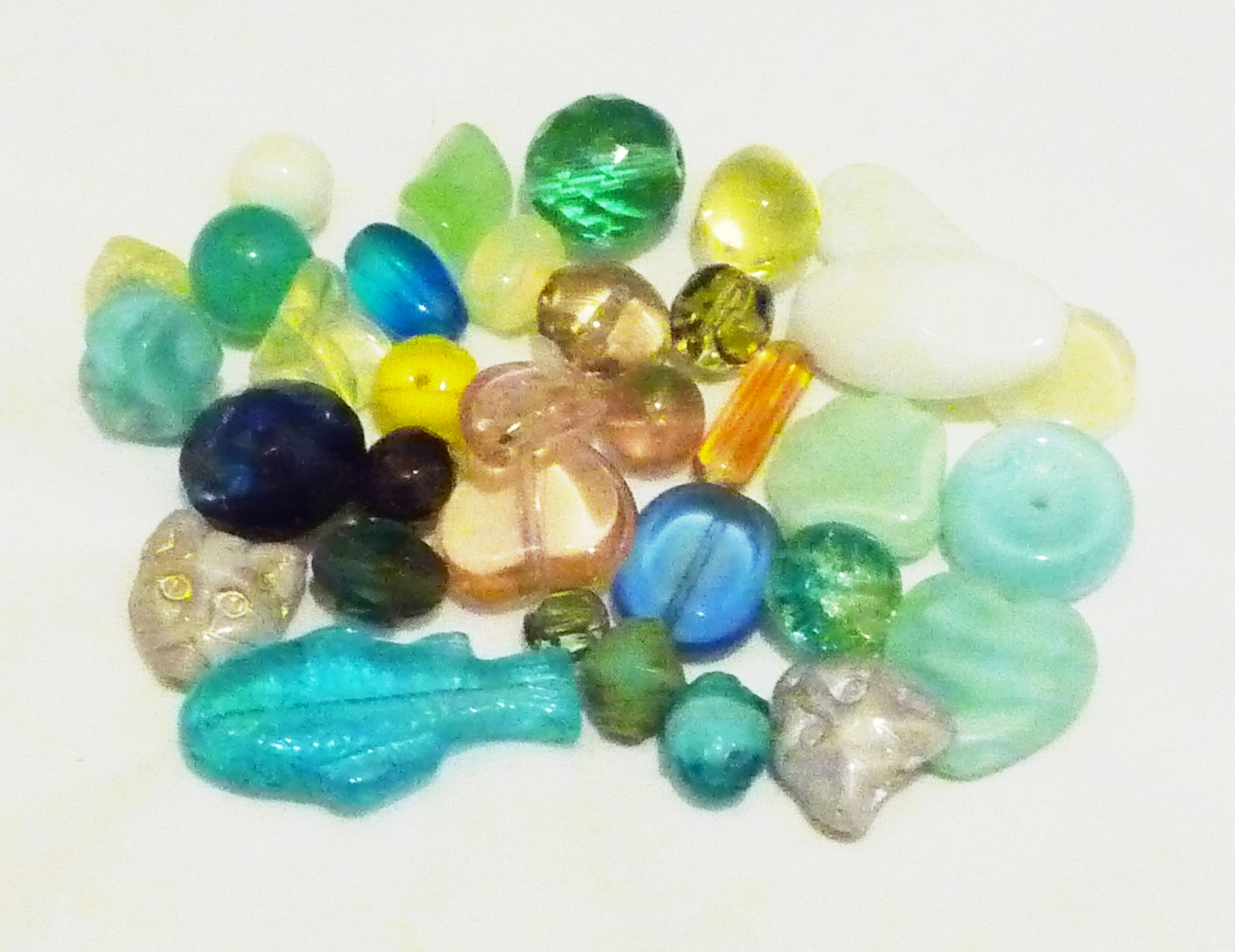
Vidre d'urani modern
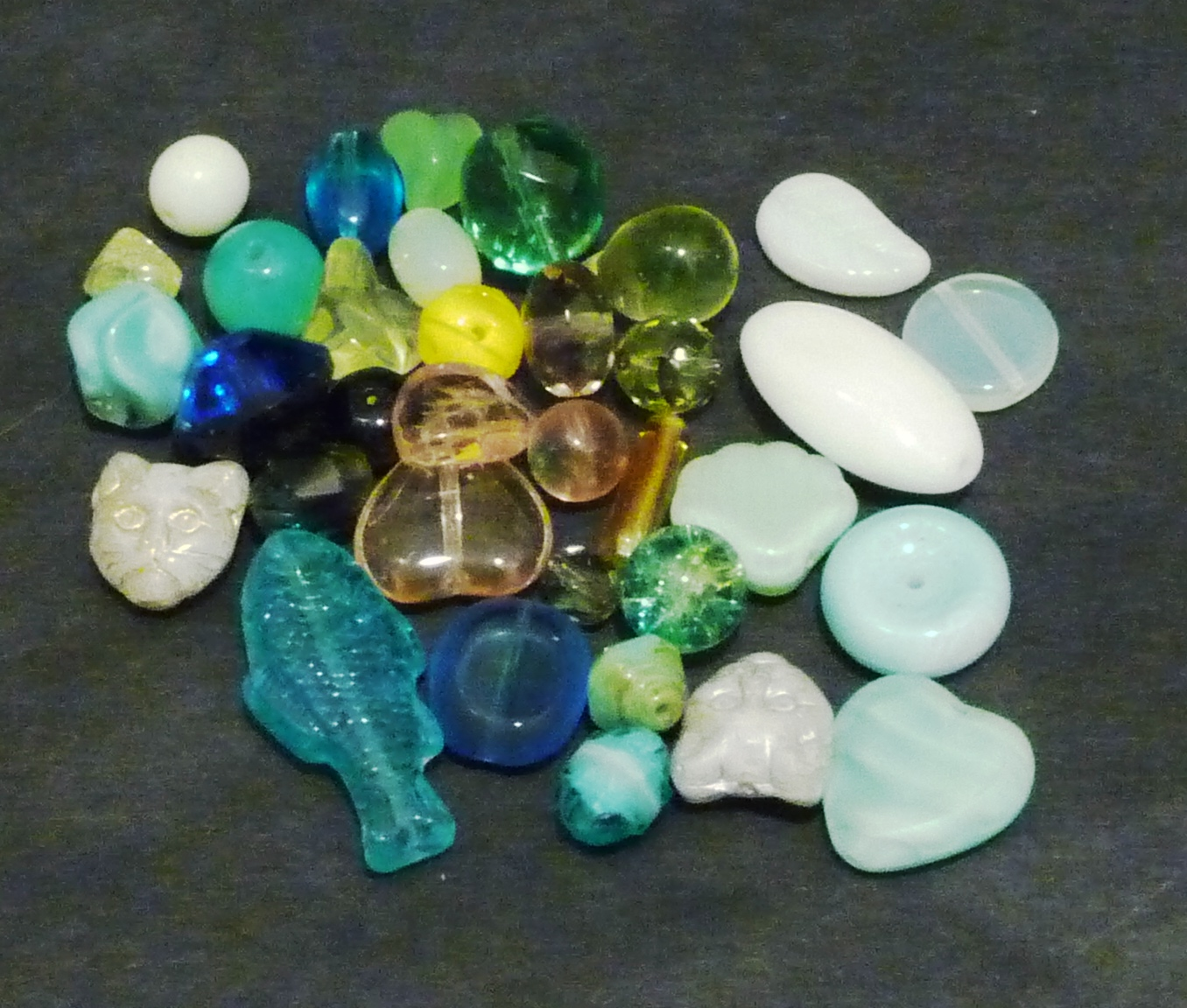
Vidre d'urani modern)
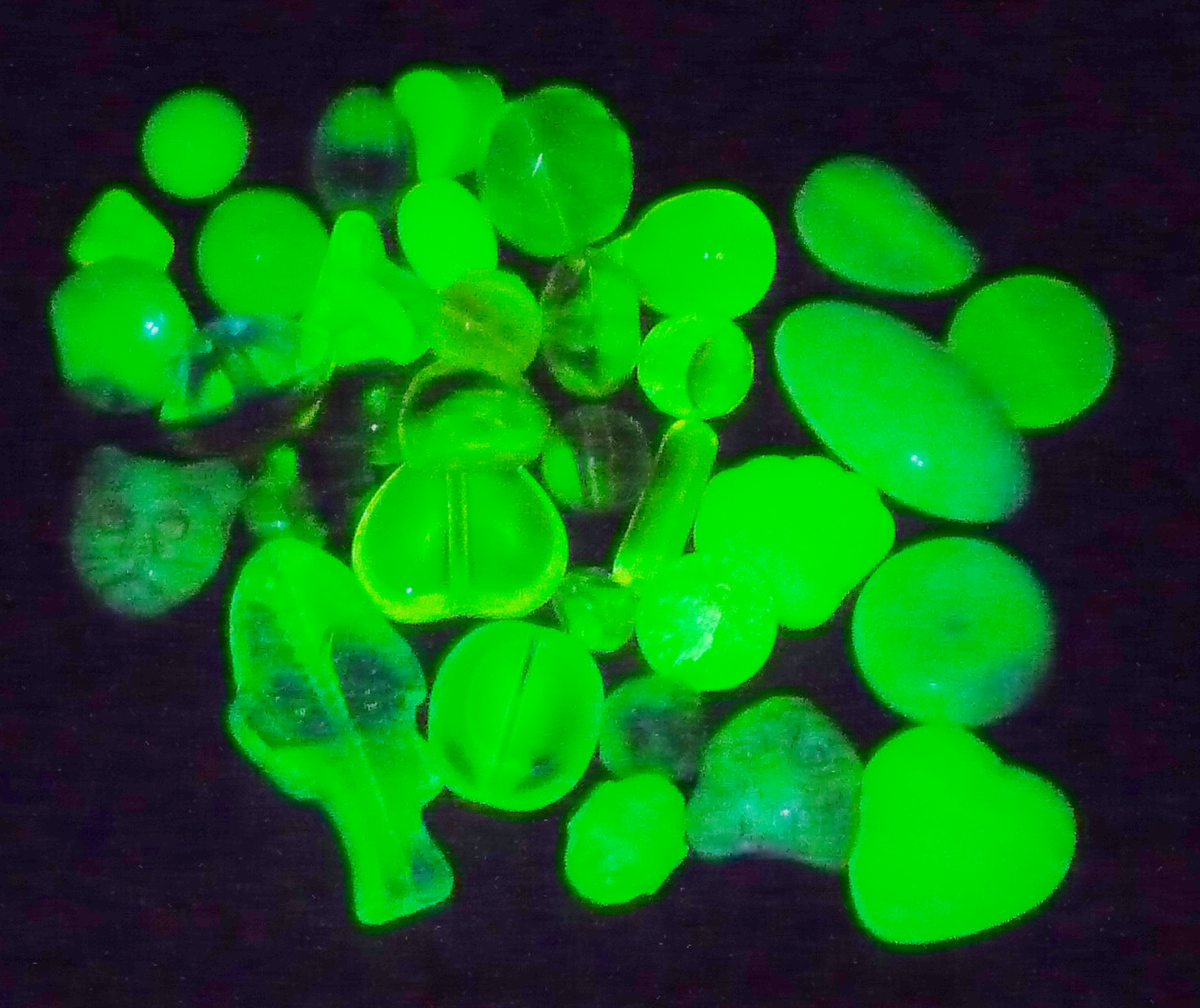
Vidre d'urani modern (amb llum UV)

## Història
En l'època preindustrial ja es feia servir el vidre d'urani des de com a mínim l'any 79 de la nostra era, que és la data d'un mosaic romà que conté un % d'òxid d'urani situat al olf de Nàpols. Des de l'Edat Mitjana es va utilitzar comcolorant del vidre la petchblenda de les mines de plata d'Habsburg a Joachimsthal, Bohèmia.

## Usos
- En la fabricació de vidre com a producte intermedi
- El període més popular d'ús del vidre d'urani va ser entre 1880 i 1920. L'austríac Franz Xaver Riedel va ser el productor més prolífic de peces de vidre d'urani a Unter-Polaun (actualment Dolni Polubny), Bohèmia entre 1830 i 1848.

Als Estats Units la producció de vidre d'urani cessà des de la meitat de la Segona guerra Mundial donat que el govern confiscà els subministraments d'urani i no es va tornar a disposar-ne lliurement fins a 1958.